# Fernando López (Fußballspieler, 1985)
Fernando López, vollständiger Name Fernando Gastón López Hernández, (* 11. Januar 1985 in Montevideo) ist ein ehemaliger uruguayischer Fußballspieler.

## Karriere
Der 1,78 Meter große Mittelfeldakteur López stand zu Beginn seiner Karriere von 2002 bis Mitte 2003 in Reihen des Club Atlético Basáñez. Anschließend war er bis Ende Juni 2006 für die Reservemannschaft (Formativas) des Club Atlético Peñarol aktiv. In den Spielzeiten 2006/07 und 2007/08 gehörte er erneut dem Kader von Basáñez an. Anfang August 2008 wechselte er zum Club Sportivo Cerrito, für den er in der Saison 2009/10 in 19 Spielen der Primera División zum Einsatz kam. Ein Tor schoss er dabei nicht. Mitte 2010 endete sein dortiges Engagement. Ab Juli 2011 war der ecuadorianische Verein Técnico Universitario sein Arbeitgeber, für den er in jenem Jahr zwei Ligatreffer erzielte. Mitte März 2012 verpflichtete ihn der ebenfalls in der Primera B antretende Klub Universidad Católica. 2012 lief er dort in 23 Ligapartien auf und traf zweimal ins gegnerische Tor. Anfang Februar 2013 schloss er sich Mushuc Runa an. Im Rahmen seines bis Ende 2014 währenden Engagements beim Klub aus Ambato wurde er in mindestens 35 Ligaspielen eingesetzt. Dreimal war er als Torschütze erfolgreich. Seit Jahresbeginn 2015 setzt er seine Karriere beim Club Deportivo River Ecuador fort. Im März 2017 wechselte er zu LDU Portoviejo und kehrte im Januar 2018 für sein letztes Karrierejahr nach Uruguay zu Racing Club de Montevideo zurück.